# DB-Baureihe V 200.1
Bei der DB-Baureihe V 200.1 handelt es sich um eine Diesellokomotive der Deutschen Bundesbahn. Von 1962 bis 1965 wurden insgesamt 50 Lokomotiven beschafft.
In dem ab 1968 gültigen Baureihenschema der DB wurde sie als Baureihe 221 geführt.

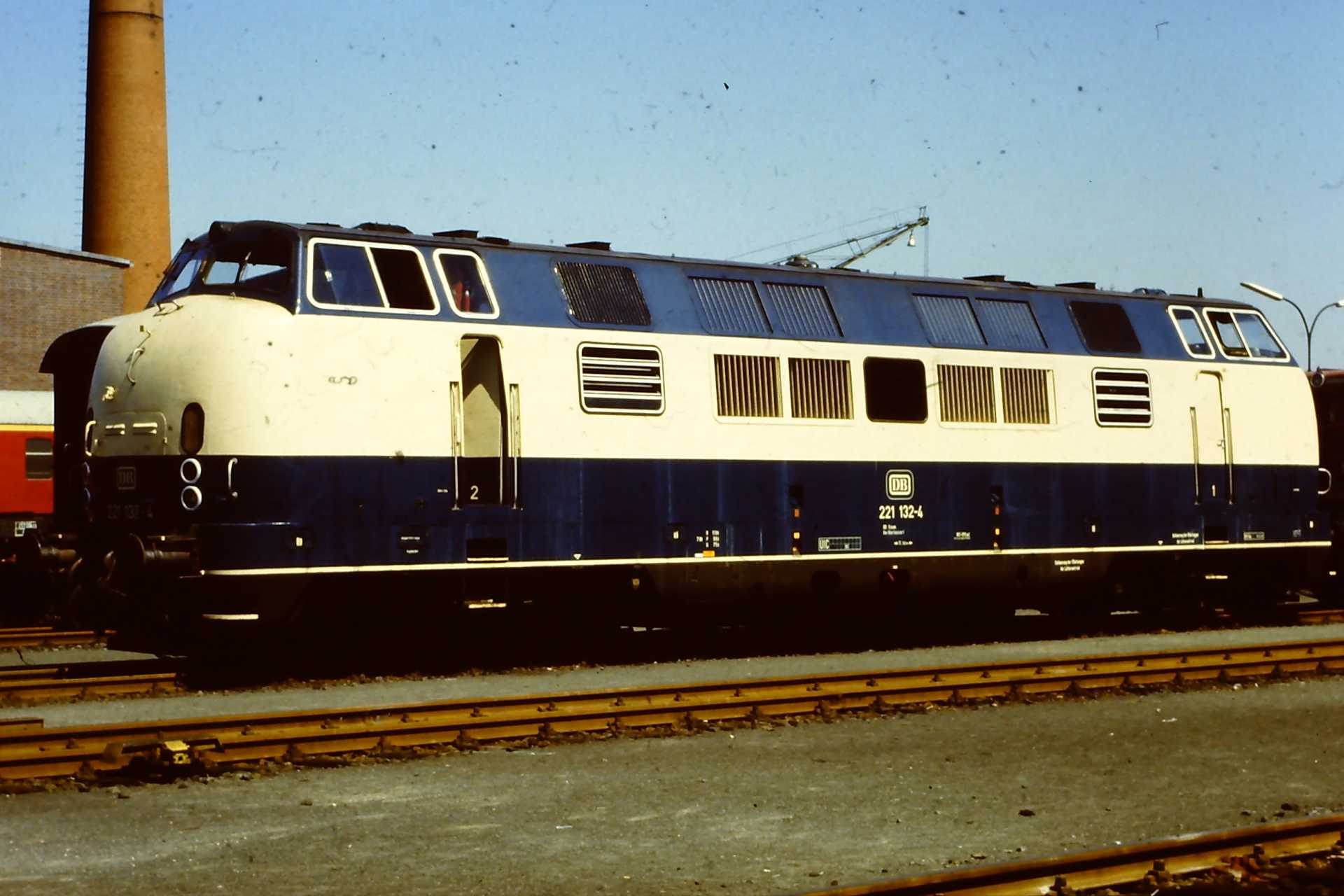
221 132 in ozeanblau-elfenbein

## Geschichte
Die Baureihe V 200.1 ist eine Weiterentwicklung der Baureihe V 200.0, zu der Krauss-Maffei 1960 den Auftrag erhielt. Von der Baureihe V 200.0 unterscheidet sich die V 200.1 im Wesentlichen durch die stärkeren Antriebsmotoren von 2 × 1350 PS gegenüber 2 × 1100 PS bei der V 200.0. Diese wurden notwendig, da durch das gestiegene Verkehrsaufkommen die Züge länger und schwerer geworden waren. Dadurch kamen die Lokomotiven der Baureihe V 200.0 an ihre Leistungsgrenzen, was nicht selten zu Verspätungen führte. Das höhere Gewicht der neuen Motoren wurde zum Teil durch den Einsatz von Leichtbaustoffen und die Verwendung eines leichteren Kessels für die Dampfheizung wieder ausgeglichen.
1960 wurde eine erste Serie von acht Lokomotiven für die Allgäubahn bestellt, 1961 wurde sie um zwölf weitere Lokomotiven für die Vogelfluglinie aufgestockt. Am 27. November 1962 konnte die erste Lokomotive an die DB übergeben werden. Aufgrund positiver Betriebserfahrungen wurden bereits 1963 weitere 30 Lokomotiven bestellt. Der Gesamtpreis pro Lok betrug 1,27 Millionen D-Mark. Die V 200 121 wurde am 7. Dezember 1963 abgeliefert. Als letzte Lok wurde die V 200 150 am 28. September 1965 abgenommen.
Die Lokomotiven der Baureihe V 200.1 waren insbesondere im schnellen und schweren Personenzugdienst auf der Allgäubahn zwischen Kempten (Allgäu) und Lindau und der Schwarzwaldbahn zwischen Offenburg und Konstanz im Einsatz. Auf der Vogelfluglinie stand sie neben der neu gebauten Fehmarnsundbrücke und den modernen Fährschiffen für schnelles Reisen zwischen Deutschland und Dänemark. Bis zur Elektrifizierung 1967 waren sie auch vor Fernschnellzügen auf der Strecke zwischen Hamburg und Osnabrück im Einsatz. 1975 wurden die Lokomotiven des Bw Kempten nach Villingen umstationiert, da die Lokomotiven wegen fehlender elektrischer Zugheizanlage im internationalen Reisezugverkehr nicht mehr einsetzbar waren.
Letzter Einsatzort für die inzwischen in Baureihe 221 umgezeichneten Maschinen war das Ruhrgebiet, wo schwere Güterzüge auf Haupt- und Nebenstrecken bespannt wurden. Dort bestand durch die Abstellung der letzten Dampflokomotiven großer Bedarf an leistungsfähigen Dieselloks. Stationiert waren die Lokomotiven hier zunächst im Betriebswerk Gelsenkirchen-Bismarck, nach dessen Auflösung war bis 1988 das Bw Oberhausen-Osterfeld letzte Heimat der Baureihe 221. Die Lokomotiven wurden überwiegend im Programmverkehr ohne regelmäßigen Fahrplan im gesamten Ruhrgebiet vor diversen Güterzugleistungen eingesetzt, darunter auch auf der eingleisigen Angertalbahn im schweren Kalktransport.
Die Leichtbauweise führte zu Beginn der 1980er Jahre zu zunehmenden Korrosionsschäden. Der hohe Unterhaltungsaufwand der zweimotorigen Lokomotiven und der rückläufige Güterverkehr im Ruhrgebiet führte bis Ende Mai 1988 zur Ausmusterung der Maschinen.

## Technik
Während das konstruktive Grundkonzept als zweimotorige Lok mit Getrieben unter den Endführerständen und Drehgestellen mit innengelagerten Radsätzen von der V 200.0 übernommen wurde, ähnelt das Innenleben der Lok, insbesondere im elektrischen Teil, stärker der V 100 als der V 200.0. Die Fahrgeschwindigkeit wird im Gegensatz zur V 200.0 nicht mehr mit einer Handkurbel, sondern mit einem Handrad in 15 Stufen eingestellt. Der elektrische Teil stammt von Siemens-Schuckert.
Auf die Ausstattung mit Motoren und Getrieben verschiedener Hersteller wurde verzichtet und die Loks einheitlich mit 1350-PS-Motoren von Daimler-Benz (Typ MB 12 V 652 TZ) sowie Getrieben Maybach Mekydro K184U geliefert. Der TZ-Motor besaß keine Kolbenbodenkühlung und erwies sich für den schweren Dienst in der V 200.1 als nicht genügend standfest. Im Rahmen von Motortauschaktionen kam der 12 V 652 daher später in der TA-Version (mit Kolbenkühlung) zum Einbau, während noch funktionsfähige TZ-Aggregate einer schonenderen Restnutzung in der V 100 und insbesondere V 90 zugeführt wurden.
Das Getriebe K184U ist eine auf die größere Getriebeeingangsleistung abgestimmte, weiterentwickelte Version des Ausrückwandler-Getriebes K104U, das in zahlreichen V 200.0 zum Einsatz gekommen war. Durch die größere Baulänge des Getriebes musste die Dachöffnung der Führerhäuser um je 315 Millimeter verlängert werden, da das Getriebe zum Austausch durch das Dach gekrant werden muss. Um die bei Krauss-Maffei noch vorhandenen Holzformen für die markant gekrümmten Führerhauspartien der V 200 weiter nutzen zu können, wurden die Führerhausbleche bei unveränderter Länge des Lokrahmens steiler nach außen aufgerichtet eingebaut und so im Dachbereich der notwendige Platz für die Getriebe gewonnen.
Die Drehgestelle entsprechen zwar im Wesentlichen der V 200.0, sind aber nicht mit dieser austauschbar. Insbesondere wurden Radsatzwelle und Nabe verstärkt ausgeführt, was auch geänderte Radsatzgetriebe bedingte. Als die Lokomotiven bereits überwiegend im Ruhrgebiet und Emsland zum Einsatz kamen, wurden die Maybach-Radsatzgetriebe der höheren Belastung wegen gegen Achstriebe von Gmeinder ausgetauscht. Ab Werk wurde die Drehgestellführung wie bei der V 200.0 durch starre Lenkhebel besorgt. Sie stellten die kontrollierte Ausdrehung um einen nur ideell vorhandenen Punkt in Drehgestellmitte sicher. Dieses Lenkhebelsystem vertrug sich nicht mit den Ende der 1960er Jahre eingeführten neuen Verschleißprofilen der Radreifen und führte auf langen Geraden zum seitlichen Aufschaukeln des Lokkastens. Als Sofortmaßnahme wurden von verschiedenen Bahndirektionen Geschwindigkeitsbegrenzungen auf 120 km/h verfügt, und mit den Lokomotiven 221 106 und 220 052 eine Querentkopplung des Lokkastens erprobt. Diese bestand aus einem Umbaupaket, das aus einem abermals geänderten Radreifenprofil, stoßgedämpften Lenkern und dem Ersatz der Schraubenfedern zwischen Lokkasten und Drehgestell durch Metall-Gummi-Federn bestand.
Die gegenüber der V 200.0 komplett geänderte Kühlanlage ermöglichte es, die Luftpresser in die Maschinenraummitte zu verlegen und so auf beiden Seiten des Maschinenraums einen durchgängig begehbaren Gang zu schaffen. Bei der V 200.0 war die Bremsleistung bei alleinfahrender Lok oft als zu gering bemängelt worden, so dass bei der V 200.1 die Druckluftbremse verstärkt wurde. Für den Einsatz auf kurvigen Strecken gab es eine Spurkranzschmierung.
In der zweiten Serie ab V 200 121 gab es einige Verbesserungen. Die Lokomotiven hatten nun einen geschlossenen Kühlwasserkreislauf und Schalldämpfer erhalten. Während die erste Serie eine Schleuderschutzeinrichtung nur mit optischer und akustischer Anzeige hatte, so konnte sie bei der zweiten Serie direkt auf die Leistungsregelung des Motors einwirken. Die Sicherheitsfahrschaltung (Sifa) war in der zweiten Serie wegabhängig und mit Zeitüberwachung.

## Verbleib

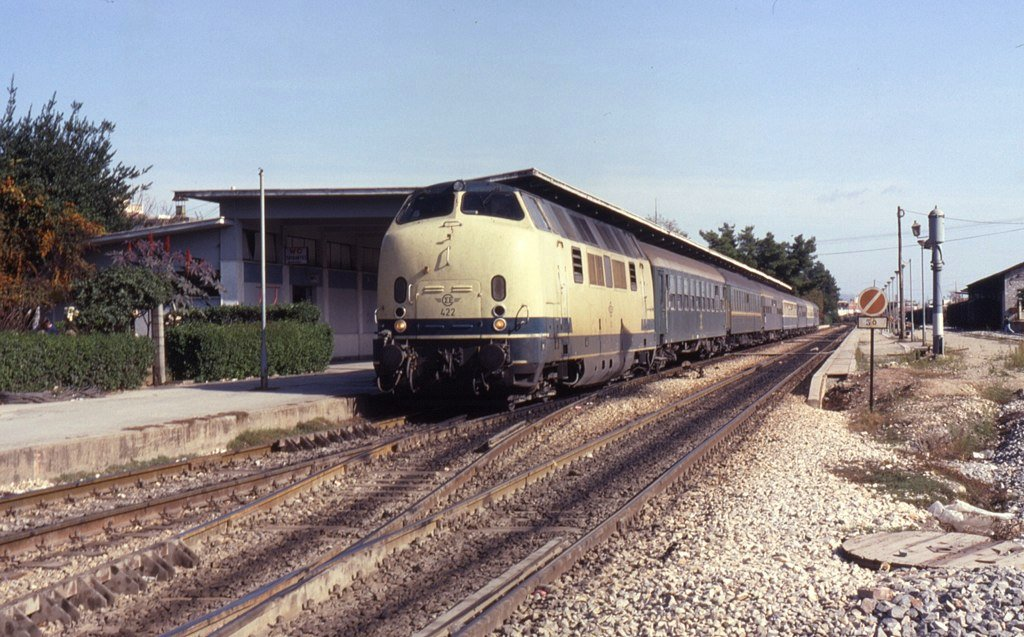
Als A422 im Einsatz bei der OSE in Griechenland (1992)

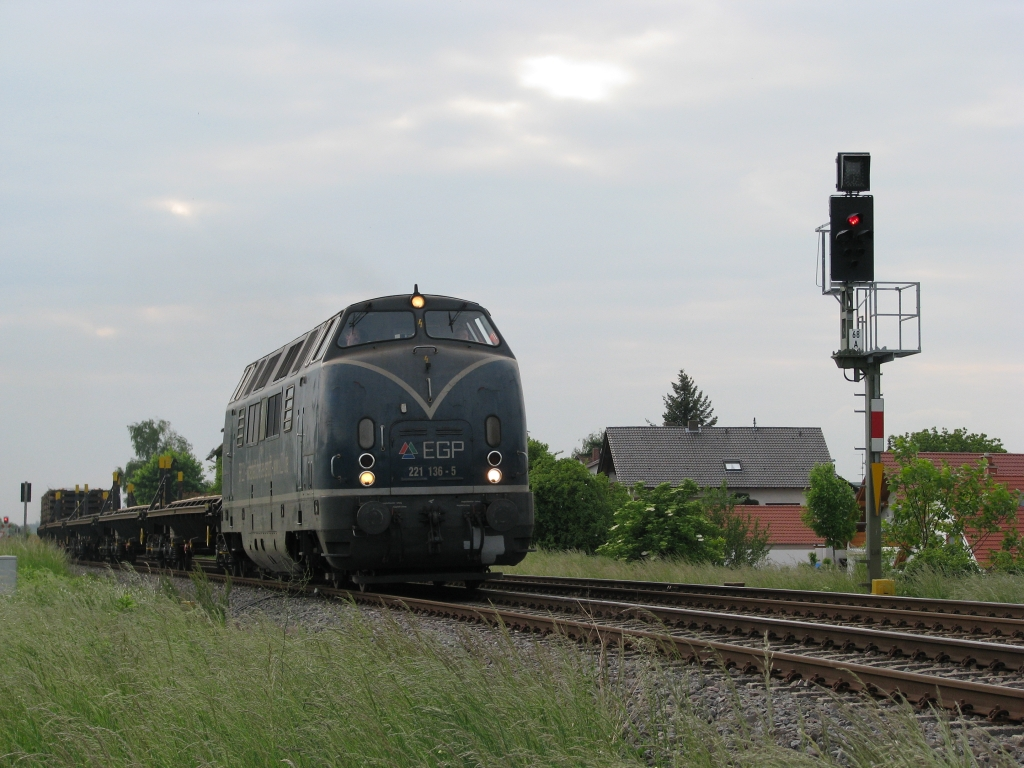
Blaue V 200.1 der Eisenbahngesellschaft Potsdam

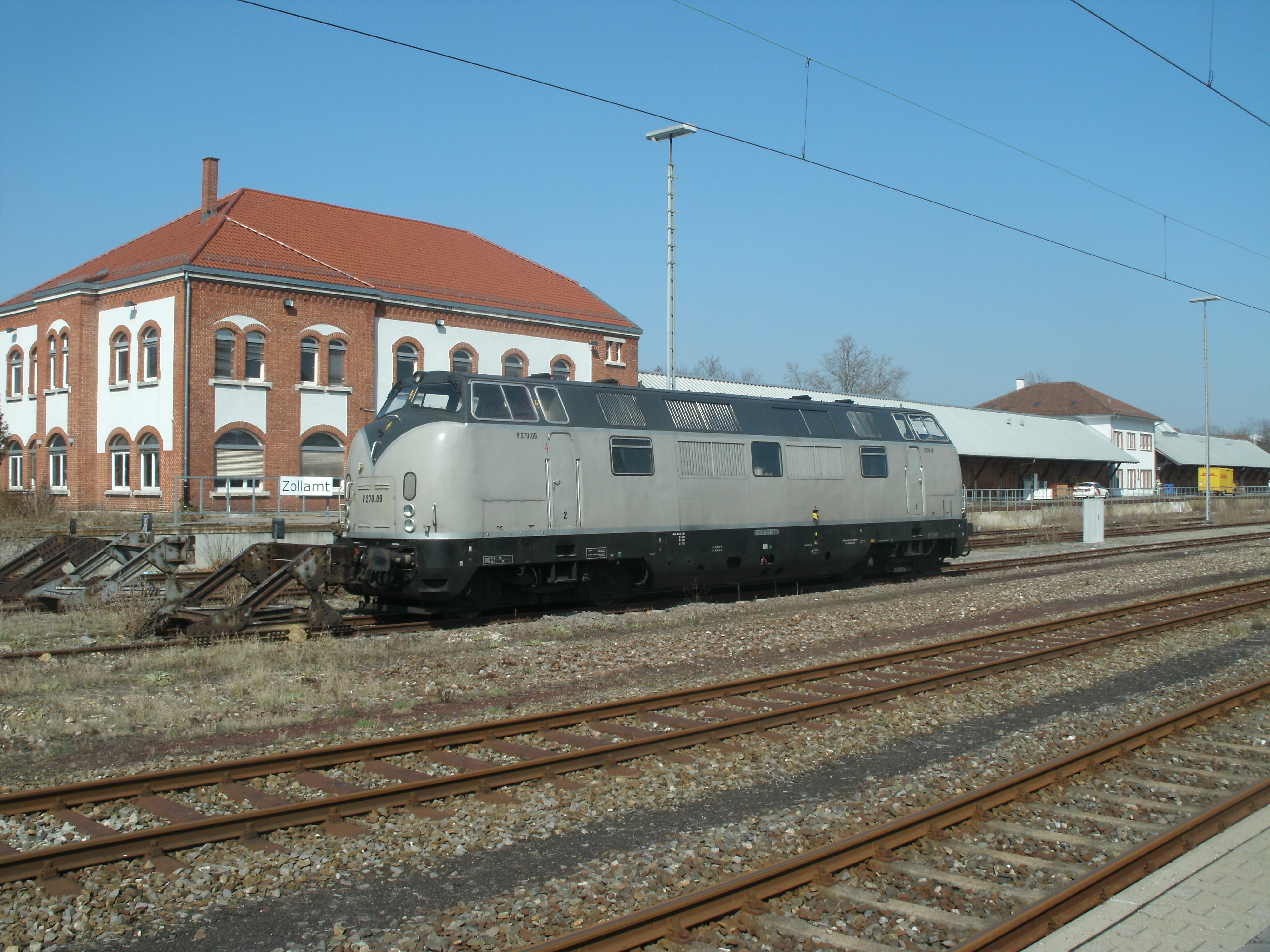
V 270.09 (ex 221 121) der SGL im Bahnhof Reutlingen

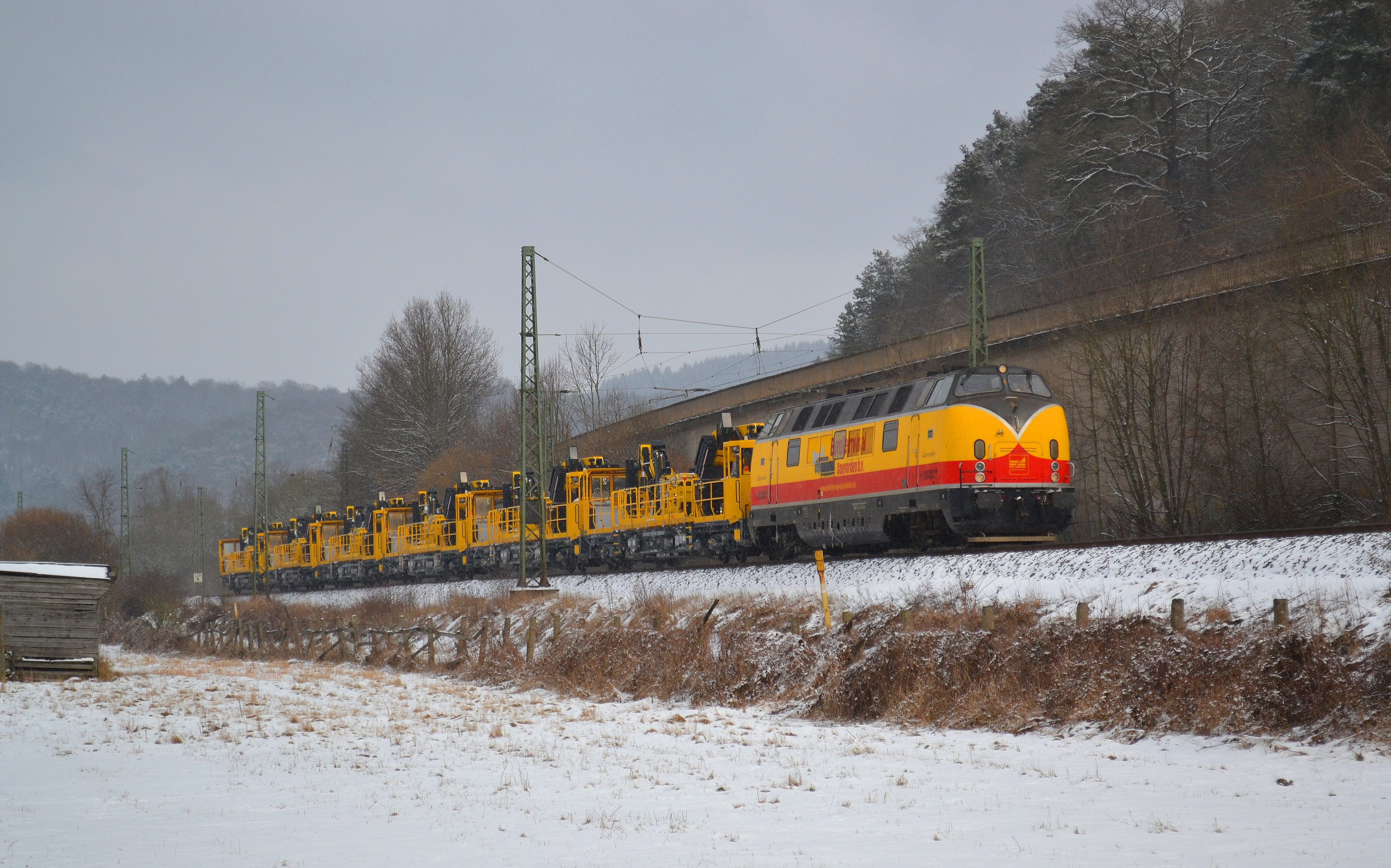
221 147 als D20 der Bentheimer Eisenbahn mit dem Güterzug DGS 95013 in Herborn auf der Dillstrecke (Februar 2013)

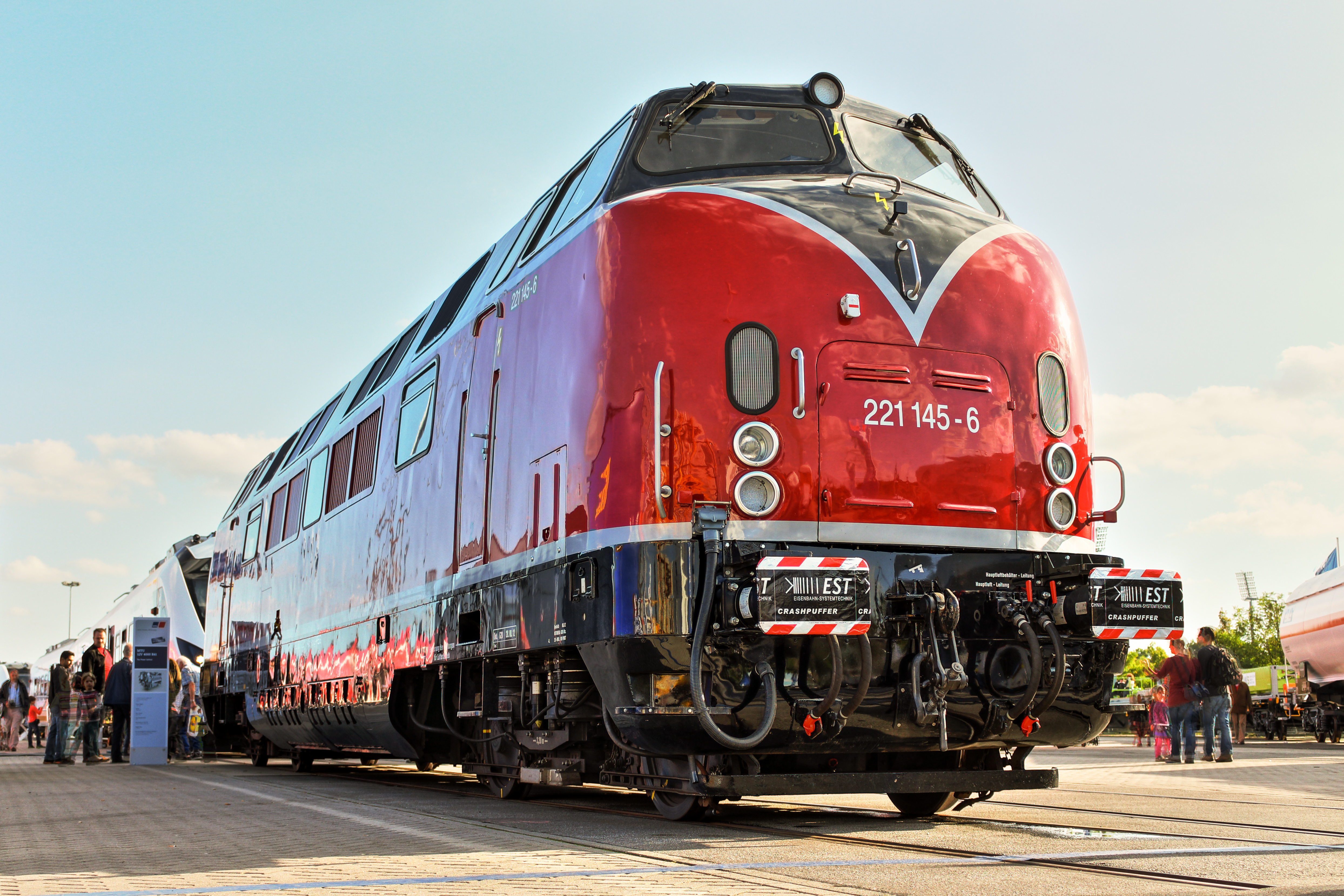
221 145 bei der InnoTrans 2014 in Berlin

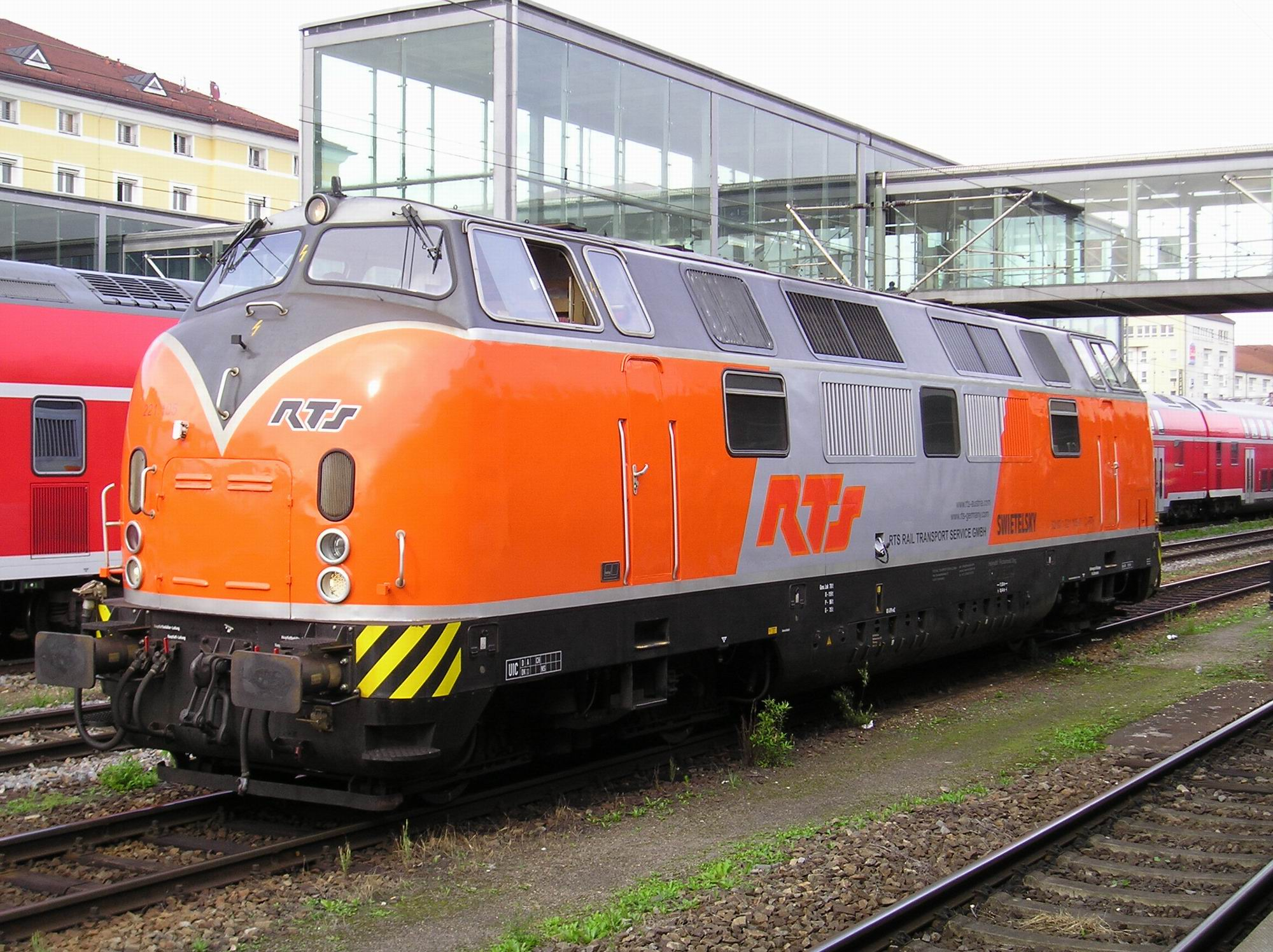
221 105 von Rail Transport Service im August 2010 in Regensburg

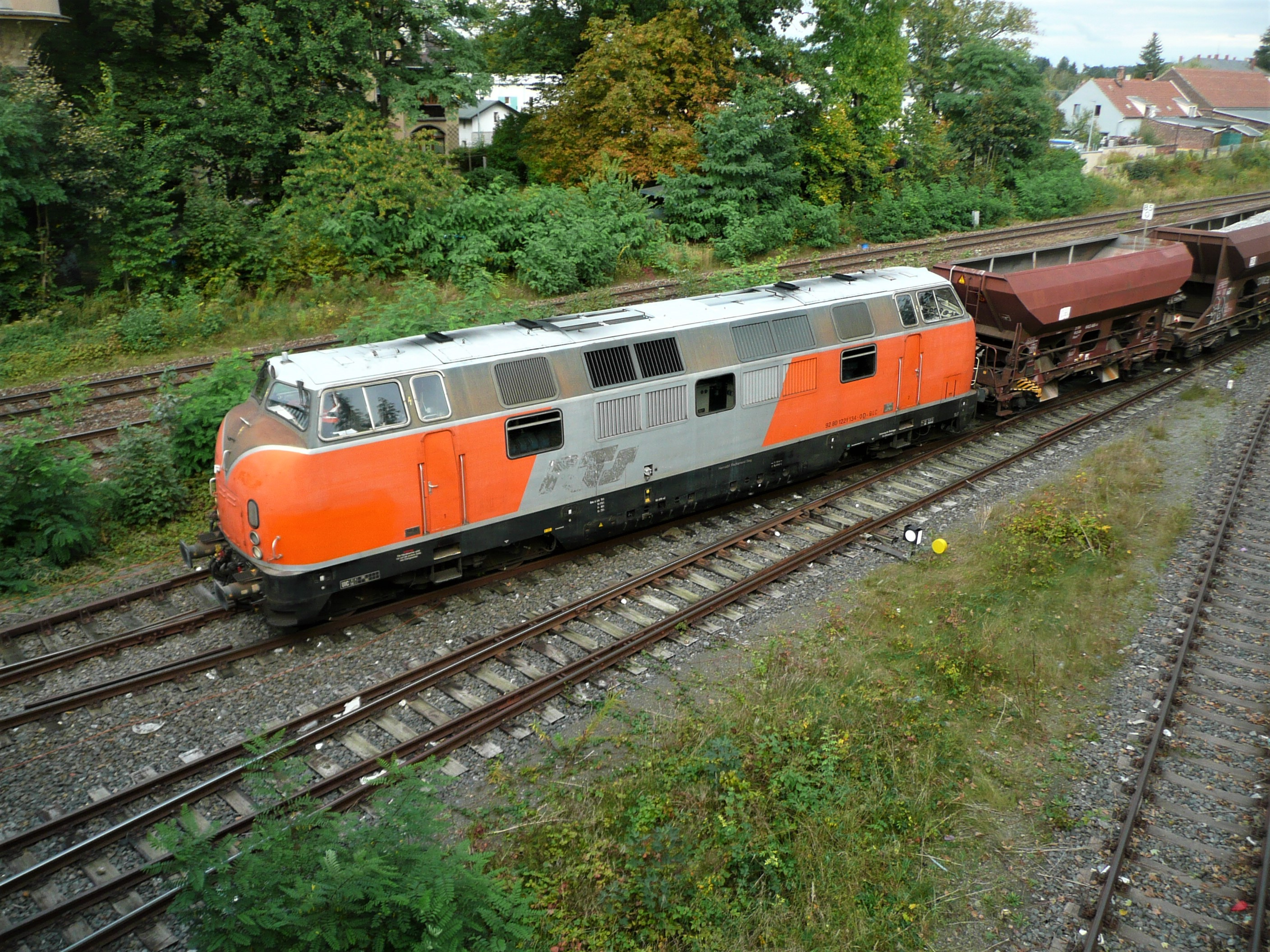
221 134 von BLC im Oktober 2021 in Radeberg

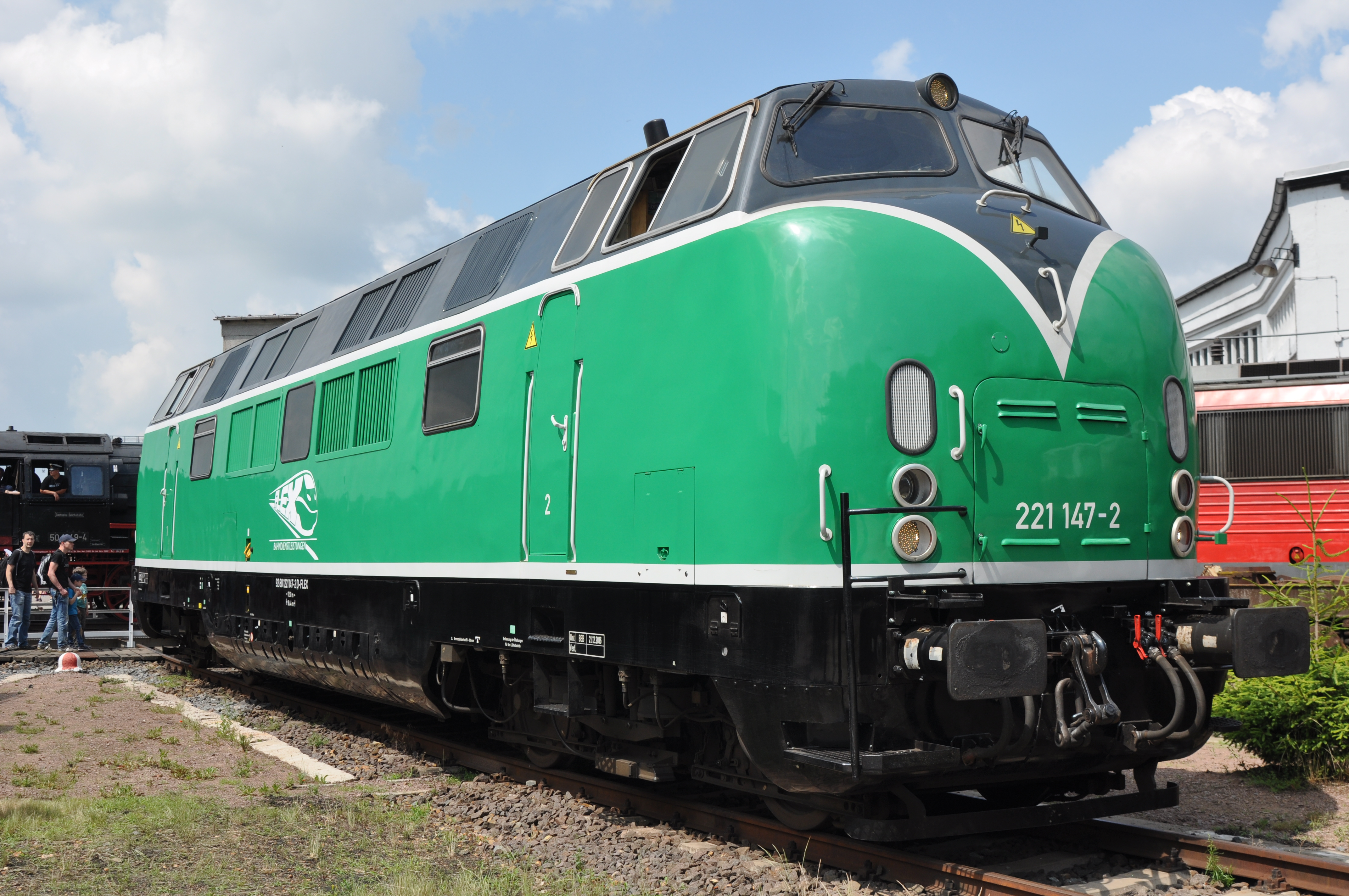
221 147-2 zur Lokschau am 26. Juni 2021 in Glauchau

Zwei Maschinen wurden vorzeitig nach Unfällen ausrangiert: 221 148 wurde nach einem Unfall 1974 im Folgejahr in Nürnberg zerlegt, 221 150 wurde 1981 in Bremen nach einem Unfall 1980 verschrottet. 221 116 wurde zur Museumslok der DB, 221 135 war bereits für die Verschrottung vorgesehen und wurde 1992 an die Lokführerin Barbara-Birgit Pirch verkauft.
Die griechische Organismos Sidirodromon Ellados (OSE) erwarb Ende 1988 insgesamt 20 Maschinen und ließ sie in Deutschland und Italien technisch und optisch aufarbeiten (221 105 bis 107, 112, 117, 119, 121, 122, 124, 126, 127, 129, 133, 134, 136 bis 138 und 145 bis 147). Alle Loks erhielten eine neue ozeanblau-elfenbein Lackierung in Anlehnung an das DB-Schema und die Betriebsnummern A411 bis A430. Sie waren als Übergangslösung im Personenverkehr gedacht, wurden aber auch im Güterverkehr eingesetzt. Nach der Ausmusterung Ende der 1990er Jahre wurden die Loks von der Prignitzer Eisenbahn GmbH erworben und kehrten 2002 auf dem Seeweg nach Deutschland zurück.
1990 erwarb der Händler Layritz weitere 20 Maschinen. Zwei konnten nach Italien weiterverkauft werden (221 101 und 120), eine weitere (221 104) ging zurück an die DB als Ersatzteilspender für die Museumslok 221 116 (Reste 2002 zerlegt). Die anderen 17 Maschinen wurden ausgeschlachtet und verschrottet (221 102, 103, 110,111, 113–115, 123, 128, 130, 132, 139, 141–144, 149). Eine weitere Lok ging 1991 direkt an eine Baufirma in Italien (221 108), sie wurde 2000 zerlegt. 2020 waren damit noch insgesamt 16 Maschinen vorhanden. Einige werden als Museumslokomotiven erhalten, andere sind weiterhin im Güter- und Bauzugdienst eingesetzt.
- 221 116 ist seit 1988 Museumslokomotive der Deutschen Bundesbahn bzw. der Deutschen Bahn (als V 200 116), sie bespannte zahlreiche Sonderzüge im Auftrag des Verkehrsmuseums Nürnberg. 1996 wurde sie als Leihgabe an den Verein Dampflok-Tradition Oberhausen (DTO e. V.) abgegeben. Eine 2017 vom DTO beauftragte Hauptuntersuchung konnte nach Auflösung des Vereins 2018 nicht vollendet werden. Die Lokomotive befand sich in Einzelkomponenten im Ausbesserungswerk Neustrelitz und wurde Anfang 2022 an die Vulkan-Eifel-Bahn Betriebsgesellschaft (VEB) in Gerolstein verkauft.

- 221 135 wurde 1992 von der Lokführerin Barbara-Birgit Pirch erworben und aufgearbeitet. Die nach der Wiederinbetriebnahme 1995 äußerlich wie eine Museumslok wirkende Maschine kam auch im regulären Güterverkehr zum Einsatz. 2008 wurde die Lok an die Bocholter Eisenbahn verkauft (NVR-Nummer 92 80 1221 135-7 D-BOEG), seit November 2017 gehört sie der Firma Bahnlogistik24 (NVR-Nummer 9280 1221 135-7 D-BLC).

Von den 20 im Jahr 2002 durch die Prignitzer Eisenbahn aus Griechenland nach Deutschland zurückgeholten Loks wurden zehn aufwändig aufgearbeitet und an Privatbahnen veräußert. Im Einzelnen waren dies:
- 221 117 und 122 wurden 2003 an die EfW-Verkehrsgesellschaft verkauft. Bei 221 122 ist im April 2020 die Hauptuntersuchung abgelaufen. Sie wurde Anfang Februar 2021 an VEB In Gerolstein verkauft. 221 117 wurde 2014 an die Pfalzbahn Eisenbahnbetriebsgesellschaft mbH verkauft und wartet auf eine Aufarbeitung. Geplanter Beginn der Aufarbeitung Sommer 2021

- 221 136 wurde 2004 für den unternehmenseigenen Lokpool „imoTrans“ aufgearbeitet. Nach dessen Auflösung fuhr sie für die Eisenbahngesellschaft Potsdam mbH (EGP). Seit 2022 gehört die Lok der Saar-Mosel-Rail / Heinrichsmeyer EDL in Trier und wird für Arbeitszüge und andere Güterzug- u. Rangierleistungen eingesetzt.

- 221 106 wurde 2004 für EBW Cargo fertiggestellt (V270.06) und im selben Jahr auf der Messe InnoTrans präsentiert. Sie wurde mit neuen Deutz-Motoren remotorisiert und als erste unter der Bezeichnung „V270“ vermarktet. Inzwischen ist sie für die Eisenbahngesellschaft Potsdam mbH (EGP) im Einsatz. Wurde 2021 an die Deutsche Privatbahn GmbH in Altenbeken verkauft. HU abgelaufen.

- 221 134 und 221 105 wurden 2007 ebenfalls für die EBW Cargo neu aufgebaut (V270.07 und V270.08). Im Unterschied zu V270.06 wurden hier wie bei den folgenden Remotorisierungen MTU 12V 4000 R41 verbaut. Beide Lokomotiven kamen ab 2010 bei Rail Transport Service im Einsatz, 2020 wurden sie an die Bahnlogistik24 GmbH in Dresden veräußert.[2]

- 221 147 wurde 2008 für die Bentheimer Eisenbahn aufgearbeitet (D 20). Im Juli 2020 wurde sie an die Flex Bahndienstleistungen GmbH in Leipzig verkauft (221 147).

- 221 121 und 221 124 wurden 2009/2010 für die Schienen Güter Logistic GmbH (SGL) aufgearbeitet, sie sind dort als V270.09 und V270.10 im Einsatz.

- 221 145 ist nach Aufarbeitung der nun unter Netinera firmierenden Werke in Neustrelitz seit 2012 für Netinera im Einsatz.[3]

Fast alle anderen aus Griechenland zurückgekehrten V 200.1 wurden 2012 verschrottet, nachdem sie ausgeschlachtet und einige Ersatzteile eingelagert wurden; lediglich 221 112 blieb 2013 in Neustrelitz abgestellt. Diese Lok war im Jahr 1971 in Folge 7 der Fernsehreihe Tatort mit dem Titel „Kressin stoppt den Nordexpress“ mehrfach zu sehen.
Im Oktober 2003 kehrten auch die 221 101 und 221 120 aus Italien zurück, sie wurden vom Süddeutschen Eisenbahnmuseum Heilbronn erworben und sollten in Heilbronn aufgearbeitet werden. 2020 wurde 221 101 nach Leipzig verkauft, 221 120 an die Deutsche Privatbahn in Altenbeken, wo sie museal erhalten wird.
Die Albanische Staatsbahn HSH erwarb 1988 fünf 221 und setzte sie nach Aufarbeitung ab 1990 auf ihrem Netz ein, bezeichnet als 2001 bis 2005 (zuvor 221 118, 140, 125, 131 und 109). Von 1989 bis 1993 wurden sie hauptsächlich für den Personenverkehr eingesetzt. Es waren jeweils nur eine oder zwei Lokomotiven der Baureihe aktiv, die regelmäßig zwischen Durres und Tirana fuhren. Bis auf Lokomotive 2003 (221 125) waren die anderen von 1996 bis 2004 in Memelisht abgestellt, zerlegt und 2004 verschrottet. Die 2003 stand bis 2017 in Përrenjas abgestellt und wurde in diesem Jahr zerlegt.